# Xuân Trường - Đà Lạt
Xuân Trường - Đà Lạt là một phường thuộc tỉnh Lâm Đồng, Việt Nam.

## Địa lý
Phường Xuân Trường - Đà Lạt có vị trí địa lý:
- Phía Bắc giáp xã Lạc Dương và phường Lâm Viên - Đà Lạt
- Phía Nam giáp các xã Ka Đô và Đơn Dương
- Phía Đông giáp xã D'Ran
- Phía Tây giáp phường Xuân Hương – Đà Lạt và xã Hiệp Thạnh

Phường có diện tích 168,83 km², dân số năm 2025 là 36.163 người, mật độ dân số đạt 214 người/km².

## Xã Xuân Trường trước tháng 6 năm 2025

### Địa lý
Xã Xuân Trường nằm ở phía đông nam thành phố Đà Lạt, cách trung tâm thành phố 22 km và có vị trí địa lý:
- Phía đông giáp xã Trạm Hành và thị trấn D'Ran, huyện Đơn Dương
- Phía tây giáp Phường 3 và xã Xuân Thọ
- Phía nam giáp xã Trạm Hành và xã Hiệp An, huyện Đức Trọng
- Phía bắc giáp xã Xuân Thọ.

Xã Xuân Trường có diện tích 34,17 km², dân số năm 2022 là 7.485 người, mật độ dân số đạt 219 người/km².

### Hành chính
Xã Xuân Trường được chia thành 8 thôn: Cầu Đất, Đất Làng, Trường An, Trường Sơn, Trường Vinh, Trường Xuân 1, Trường Xuân 2, Xuân Sơn.

## Lịch sử
Ngày 14 tháng 3 năm 1979, Hội đồng Chính phủ ban hành Quyết định số 116-CP về việc sáp nhập xã Xuân Trường thuộc huyện Đơn Dương vào thành phố Đà Lạt.
Ngày 6 tháng 3 năm 2009, Chính phủ ban hành Nghị định số 10/NĐ-CP về việc thành lập xã Trạm Hành trên cơ sở điều chỉnh 5.431,38 ha diện tích tự nhiên và 5.086 người của xã Xuân Trường.
Sau khi điều chỉnh địa giới hành chính, xã Xuân Trường còn lại 3.564,29 ha diện tích tự nhiên và 6.337 người.
Phường Xuân Trường - Đà Lạt được thành lập ngày 16 tháng 6 năm 2025 theo Nghị quyết số 1656/NQ-UBTVQH15  của Ủy ban Thường vụ Quốc hội  trên cơ sở sáp nhập  toàn bộ diện tích tự nhiên, quy mô dân số của Phường 11 và các xã Xuân Thọ, Xuân Trường, Trạm Hành, thành phố Đà Lạt . Phường này chính thức hoạt động từ ngày 01 tháng 7 năm 2025.